# The Apartment Complex
The Apartment Complex (bra: Apartamento 17) é um filme estadunidense de 1999, do gênero suspense, dirigido por Tobe Hooper.

## Elenco
- Chad Lowe (Stan Warden)
- Miguel Sandoval (Detective Duarte)
- Ron Canada (Detective Culver)
- Amanda Plummer (Miss Chenille)
- Patrick Warburton (Morgan)
- Obba Babatundé (Chett)
- Fay Masterson (Alice)
- R. Lee Ermey (Frank Stanton)
- Jon Polito (Dr. Caligari)
- Charles Martin Smith (Gary Glumley)